# 前1460年代
| 千纪： | 前2千纪 |
| 世纪： | 前16世纪 \| 前15世纪 \| 前14世纪                                                                                     |
| 年代： | 前1490年代 \| 前1480年代 \| 前1470年代 \| 前1460年代 \| 前1450年代 \| 前1440年代 \| 前1430年代                       |
| 年份： | 前1469年 \| 前1468年 \| 前1467年 \| 前1466年 \| 前1465年 \| 前1464年 \| 前1463年 \| 前1462年 \| 前1461年 \| 前1460年 |

## 重要事件及趋势
- 约前1469年，米吉多战役古埃及法老图特摩斯三世击败迦南同盟，一说在前1457年4月16日。

## 重要人物
- 哈特谢普苏特，古埃及第十八王朝女法老（公元前1473年-公元前1458年）。
- 图特摩斯三世，古埃及第十八王朝法老
- 汉提里一世、齐丹塔一世、阿蒙纳，赫梯国王
- 恩利尔-纳西尔一世、努尔-伊利，亚述国王
- 厄里克托尼俄斯，雅典国王
- 雍己，商朝君主